# Atemptat de Burgos de 2009
El 29 de juliol de 2009, ETA va realitzar un atemptat a Burgos contra la caserna de la Guàrdia Civil de l'esmentada ciutat. Com a conseqüència de la deflagració dels 200 quilos d'explosiu carregats en una furgoneta, una Mercedes Vito de color blanc, la façana de l'edifici va quedar parcialment malmesa i seixanta-cinc persones van ser ateses per ferides.
L'endemà, el 30 de juliol, ETA va assassinar dos guàrdies civils a Palmanova (Mallorca) amb una bomba adhesiva.
El dilluns 3 d'agost, el ministre d'Interior espanyol Alfredo Pérez Rubalcaba anuncià que les investigacions de la policia determinen que l'explosiu utilitzat en l'atemptat va ser amonal.